# The Colour and the Shape
| Оценки критиков               | Оценки критиков |
| Источник                      | Оценка          |
| ----------------------------- | --------------- |
| AllMusic                      | [ 3 ]           |
| Blender                       | [ 6 ]           |
| Entertainment Weekly          | B               |
| The Guardian                  | [ 7 ]           |
| Los Angeles Times             | [ 8 ]           |
| NME                           | 8/10            |
| Rolling Stone                 | [ 10 ]          |
| The Rolling Stone Album Guide | [ 11 ]          |
| Spin                          | 6/10            |
| The Village Voice             | A−              |

The Colour and The Shape — второй студийный альбом американской рок-группы Foo Fighters, выпущенный 20 мая 1997 года. Спродюсированный Гилом Нортоном, альбом занял третье место в чартах Британии и десятое в США. Также диск был продан в количестве более двух миллионов копий, тем самым став самым продаваемым альбомом группы.
Альбом получил 5 номинаций VMA в 1997 и 1998 годах за видео к песням «Monkey Wrench» и «Everlong». Также диск был номинирован на премию «Грэмми» в категории «Лучший рок-альбом» в 1998 году.
Альбом занял 10-е место в чарте Billboard 200.

## Об альбоме
The Colour and The Shape считается дебютом Foo Fighters как группы, поскольку фронтмен, Дэйв Грол, записал предыдущий альбом практически в одиночку. The Colour and The Shape был спродюсирован Гилом Нортоном, который знаменит своей работой с группой The Pixies. За время создания альбома четырёхлетний брак Грола с фотографом Джениффер Янгблад закончился разводом — частичку этих переживаний Грол и вложил в альбом.
После шести недель работы в Bear Creek Studios в Вашингтоне группа взяла двухнедельный отпуск. Вернувшись в Вирджинию, Грол написал несколько новых песен, записав одну из них, «Walking After You», на WGNS Studios в Вашингтоне. Группа (уже без барабанщика Уильяма Голдсмита) переместилась в Grandmaster Recorders, Голливуд, где перезаписала большую часть материала из альбома с Гролом за ударной установкой.
Несмотря на то, что Foo Fighters — американская рок-группа, слово «color» (рус. цвет) из названия альбома написано по правилам британской орфографии как «colour». Альбом был переиздан в честь своего десятилетия 10 июля 2007 года и включал шесть ранее выпущенных бисайдов: две оригинальные песни («Dear Lover», «The Colour and The Shape») и четыре кавера (такие как «Baker Street» — кавер на песню Герри Рэфферти).

## Список композиций
1. Doll — 1:23
2. Monkey Wrench — 3:51
3. Hey, Johnny Park! — 4:08
4. My Poor Brain — 3:33
5. Wind Up — 2:32
6. Up in Arms — 2:15
7. My Hero — 4:20
8. See You — 2:26
9. Enough Space — 2:37
10. February Stars — 4:49
11. Everlong — 4:10
12. Walking After You — 5:03
13. New Way Home — 5:40

## Позиции в чартах
| Чарт (1997)                              | Позиция |
| ---------------------------------------- | ------- |
| Australian ARIA Albums Chart             | 5       |
| Austrian Albums Chart                    | 19      |
| Canadian Albums Chart                    | 8       |
| Finland Albums Chart                     | 12      |
| French Albums Chart                      | 24      |
| German Albums Chart                      | 41      |
| New Zealand Albums Chart                 | 10      |
| Norwegian Albums Chart                   | 20      |
| Swedish Albums Chart                     | 10      |
| Swiss Albums Chart                       | 50      |
| UK Albums Chart                          | 3       |
| U.S. Billboard 200                       | 10      |
| Чарт (2003)                              | Позиция |
| Finland Albums Chart (повторное участие) | 5       |